# Clifton Collins Jr.
Pour les articles homonymes, voir Collins.
Clifton Collins, Jr., parfois crédité sous le nom de Clifton Gonzalez-Gonzalez, est un acteur américain d'origine mexicaine, né le 16 juin 1970 à Los Angeles.

## Biographie
Clifton Craig Collins, Jr. est le petit-fils de l’acteur américain Pedro Gonzalez Gonzalez. Il a parfois été crédité comme Clifton Gonzalez-Gonzalez pour honorer son grand-père. Sa première apparition remarquée date de 1997 comme membre d’un gang dans le film 187 code meurtre. En 1998 il tient le premier rôle dans la comédie télévisuelle The Wonderful Ice Cream Suit de Ray Bradbury. Puis il interprète un soldat lâche dans Tigerland et un tueur employé par le cartel de la drogue du Mexique dans le film Traffic. En 2005, il remporte plusieurs récompenses pour son interprétation du tueur Perry Smith dans le film Capote. Il joue ensuite dans les blockbusters Star Trek de J. J. Abrams, Scott Pilgrim d'Edgar Wright et Pacific Rim de Guillermo del Toro. Il joue également dans La Mule de Clint Eastwood, Lucky Day de Roger Avary et Once Upon a Time… in Hollywood de Quentin Tarantino.
À la télévision, il tient des rôles récurrents dans les séries Westworld, Veronica Mars et Red Widow.
Et il fait des apparitions dans les séries : Walker, Texas Ranger, La Treizième Dimension, Urgences, Alias, The Shield, Les Experts : Manhattan et Blacklist. 

## Filmographie sélective

### Cinéma
Sauf mention contraire, les informations proviennent d'Allôciné
- 1991 : Grand Canyon de Lawrence Kasdan : nn ami de Carlos
- 1993 : Fortress de Stuart Gordon : Nino Gomez
- 1993 : Menace II Society d'Albert et Allen Hughes : nn Mexicain
- 1993 : Poetic Justice de John Singleton : le gérant du bureau de tri
- 1994 : The Stöned Age (en) de James Melkonian (en) : Tack
- 1995 : Génération sacrifiée d'Albert et Allen Hughes : Betancourt
- 1995 : Guerrier d'élite (One Tough Bastard (en)) de Kurt Wimmer : un marine
- 1996 : Sergent Bilko de Jonathan Lynn : un soldat
- 1997 : Bad Pack : Ultime combat (en) de Brent Huff : un citadin
- 1998 : 187 code meurtre de Kevin Reynolds : Cesar Sanchez
- 1998 : Un tueur pour cible d'Antoine Fuqua : Loco
- 1999 : Light It Up de Craig Bolotin (en) : Robert "Rivers" Tremont
- 1999 : My Sweet Killer de Justin Dossetti : Horton
- 2000 : Price of Glory (en) de Carlos Ávila : Jimmy Ortega
- 2000 : Traffic de Steven Soderbergh : Francisco Flores
- 2000 : Road Dogz de Alfredo Ramos : Raymo Serrano
- 2000 : Tigerland de Joel Schumacher : Miter
- 2001 : Le Dernier Château de Rod Lurie : Aguilar
- 2002 : Les Lois de l'attraction de Roger Avary : Rupert
- 2002 : American Girl (en) de Jordan Brady : Buddy
- 2003 : Témoin à risques (en) de Rowdy Herrington : Claudio Castillo
- 2004 : Profession profiler de Renny Harlin : Vince Sherman
- 2005 : Dirty de Chris Fisher : Officier Armando Sancho
- 2005 : Truman Capote de Bennett Miller : Perry Smith
- 2005 : Secrets entre amis (en) de Barra Grant (en) : Kipp
- 2006 : Babel d'Alejandro González Iñárritu : L'officier de l'immigration
- 2006 : Carnage : Les Meurtres de l'étrangleur de Hillside de Chris Fisher : Kenneth Bianchi
- 2006 : Little Chenier (en) de Bethany Ashton : T-Boy Trahan
- 2008 : Sunshine Cleaning de Christine Jeffs : Winston
- 2008 : Under Still Waters de Carolyn Miller : Jacob
- 2009 : Star Trek de J. J. Abrams : Ayel
- 2009 : Extract de Mike Judge : Step
- 2009 : Hyper Tension 2 de Mark Neveldine : El Huron
- 2009 : Tom Cool de Ron Carlson : Tom Picasso
- 2009 : Les Cavaliers de l'Apocalypse de Jonas Åkerlund : Stingray
- 2009 : The Perfect Game de William Dear : Cesar Faz
- 2009 : Les Anges de Boston 2 de Troy Duffy (en) : Romeo
- 2009 : Brothers de Jim Sheridan : Major Cavazos
- 2010 : Scott Pilgrim (Scott Pilgrim vs. the World) d'Edgar Wright : Police Vegan (non crédité)[3]
- 2010 : The Experiment de Paul Scheuring : Nix
- 2010 : Tell-Tale (court-métrage) de Greg Williams (en) : le détective
- 2011 : The FP de Brandon et Jason Trost (en) : CC Jam
- 2012 : Hellbenders (en) de J. T. Petty : Lawrence
- 2012 : Freeloaders (en) de Dan Rosen : Vic
- 2012 : Abraham Lincoln Vampire Hunter : The Great Calamity (court-métrage) de Javier Soto : Edgar Allan Poe
- 2013 : Pacific Rim de Guillermo del Toro : Tendo Choi
- 2013 : Parker de Taylor Hackford : Ross
- 2014 : Transcendance de Wally Pfister : Martin
- 2015 : Knight of Cups de Terrence Malick : Jordan
- 2015 : Stung (en) de Benni Diez : Sydney
- 2015 : Hacker (en) de Akan Satayev : Zed
- 2015 : Man Down de Dito Montiel : Charles
- 2015 : Still Punching the Clown de Gregori Viens : l'acteur dramatique
- 2016 : Triple 9 de John Hillcoat : Jorge Rodriguez
- 2016 : Transpecos de Greg Kwedar : Lou Hobbs
- 2017 : The Vault de Dan Bush : inspecteur Tom Iger
- 2018 : La Mule de Clint Eastwood : Gustavo
- 2019 : Lucky Day de Roger Avary : Ernesto Sanchez
- 2019 : Once Upon a Time… in Hollywood de Quentin Tarantino : Ernesto "Le Mexicain" Vaquero
- 2019 : Running with the Devil de Jason Cabell : le fermier
- 2019 : Waves de Trey Edward Schults : Bobby
- 2021 : Breaking News in Yuba County de Tate Taylor : Ray
- 2021 : Nightmare Alley de Guillermo del Toro : Jack
- 2021 : After Yang de Kogonada : George
- 2021 : Jockey de Clint Bentley : Jackson Silva
- 2021 : Painted Beauty de Rob Prior : Peter
- 2023 : My Dear F***ing Prince (Red, White & Royal Blue) de Matthew López : Oscar Diaz
- 2024 : The Bricklayer de Renny Harlin : Radek
- 2025 : By Design de Amanda Kremer : Jacob
- 2025 : Eddington d'Ari Aster : Lodge

### Télévision
- 1991 : Flash : Javier O'Hara (saison 1, épisode 5)
- 1992 : Tel père, quel fils ! (en) de Jay Sandrich : un collègue
- 1993 : Agence Acapulco de Micheline H. Keller et Max A. Keller : David Kern (saison 1, épisode 7)
- 1994 : Chasseur de sorcières de Paul Schrader : Tyrone
- 1995 : Walker, Texas Ranger de Albert S. Ruddy et Leslie Greif (en) : Fito (saison 4, épisodes 17 et 18)
- 1996 : Urgences de Michael Crichton : Mr Brown (saison 3, épisode 17)
- 1996 : New York Police Blues de Steven Bochco et David Milch : Jimmy Cortez (saison 4, épisode 18)
- 1998 : Diagnostic : Meurtre de Joyce Burditt : Boyd Harcourt (saison 6, épisode 8)
- 1999 : Le Flic de Shanghaï de Carlton Cuse (saison 2, épisode 7)[3]
- 2000 : Resurrection Blvd. (en) de Dennis E. Leoni : James Garcia (saison 1, épisodes 13, 16 et 17)
- 2002 : La Treizième Dimension de Rod Serling : Andy Perez (épisode 24)[3]
- 2003 : L'Invaincu (en) de John Leguizamo : Loco
- 2003 : Alias de J. J. Abrams : Javier Parez (saison 3, épisodes 4, 5 et 7]
- 2006 : Thief de Norman Morrill : Jack « Bump » Hill
- 2007 : Masters of Science Fiction : Frendon Blythe (épisode 5)
- 2007 : The Shield de Shawn Ryan : Hernan (saison 6, épisodes 5 et 7)
- 2008 : Fear Itself de Mick Garris, Richard Chizmar et Johnathon Schaech : Richard 'Family Man' Brautigan (épisode 3)[3]
- 2010 : The Event de Nick Wauters : Thomas (épisodes 2 à 5, 7, 12 à 15)
- 2011 : Les Experts : Manhattan de Anthony E. Zuiker et Ann Donahue : Raymond Harris (saison 7, épisodes 20 et 21)
- 2013 : Blacklist de Jon Bokenkamp : Hector Lorca (saison 1, épisode 4)
- 2013 : Red Widow de Melissa Rosenberg : 	Agent James Ramos
- 2013 : Cleaners (en) de Paul Leyden et Morgan O'Neill : Julian (saison 1)
- 2015 : Evil Men de Gary Fleder : Lazlo Kirk[3]
- 2015 : Ballers de Stephen Levinson : Maximo Gomez (saison 1, épisodes 6 et 7)
- 2016 : Westworld de Jonathan Nolan : Lawrence/El Lazo
- 2019 : Veronica Mars : Alonzo Lozano
- 2020 : Le Fléau : Bobby Terry

### Clips musicaux
- 2012 : Gotten (Slash) de lui-même : un trafiquant d'armes

### Jeu vidéo
- 2004 : Grand Theft Auto: San Andreas : Cesar Vialpando (voix originale)

## Voix françaises
En France
| - Vincent Ropion dans : - 187 code meurtre - Le Dernier Château - Knight of Cups - Westworld (série télévisée) - The Vault - Loïc Houdré dans : - Transcendance - Blacklist (série télévisée) - Triple 9 - Olivier Jankovic dans : - Un tueur pour cible - Profession profiler - Olivier Korol dans : - Témoin à risques - Thief (mini-série) - Xavier Béja dans : (les séries télévisées) - The Event - The Cleaner - Jérôme Pauwels dans : - Les Anges de Boston 2 - Parker - Jean-François Aupied dans : - Nightmare Alley - My Dear F***ing Prince | Et aussi - Franck Capillery dans Fortress - Damien Witecka dans Tigerland - Boris Rehlinger dans Les Lois de l'attraction - Emmanuel Karsen dans Alias (série télévisée) - Damien Boisseau dans Dirty - Rémi Bichet dans Truman Capote - Sam Salhi dans Secrets entre amis (en) - Emmanuel Garijo dans The Shield (série télévisée) - Adrien Antoine dans Les Cavaliers de l'Apocalypse - Marc Saez dans Hyper Tension 2 - David Krüger dans Star Trek - Philippe Mijon dans Sunshine Cleaning - Gilles Morvan dans The Experiment - Sébastien Desjours dans Pacific Rim - Diego Asensio dans Ballers (série télévisée) - Benjamin Penamaria dans La Mule - Laurent Maurel dans Veronica Mars (série télévisée) |